# Машина времени (памятник)
Памятник «Машина времени» — представляет собой памятник двигателю Р-95Ш для самолета Су-25, установленный в Уфе в Сквере моторостроителей, заложенном в честь 100-летия легендарного директора Уфимского моторостроительного завода Михаила Ферина.
Основу скульптурной композиции составляет настоящий двигатель Р-95Ш, помещенный на постамент в металлическом каркасе, представляющем собой огромный куб. Двигатель не стали закрывать стеклом, чтобы он хорошо просматривался со всех сторон. На постаменте размещены таблички, где на двух языках — русском и башкирском, даны технические характеристики двигателя.
Данный памятник посвящается всем работникам Уфимского моторостроительного производственного объединения.
Торжественное открытие скульптурной композиции «Машина времени» состоялось 15 декабря 2007 года.